# 70. pr. n. št.
70. pr. n. št. je tretje desetletje v 1. stoletju pr. n. št. med letoma 79 pr. n. št. in 70 pr. n. št.. 

## Dogodki
- 79 pr. n. št. - Lucij Kornelij Sula se odpove svojemu diktatorstvu.
- 79 pr. n. št. - Gnej Pompej Veliki priredi v Rimu zmagoslavni sprevod.
- 78 pr. n. št. - Marka Emilija Lepida I. v Rimu izvolijo za konzula. Uvede številne izboljšave in dovoli naselitev izgnanih meščanov.
- 77 pr. n. št. - Gnej Pompej Veliki vkoraka v Španijo, da bi zadušil upor Kvinta Sertorija.
- 77 pr. n. št. - zgradijo mesto Tigranakert.
- 76 pr. n. št. - Rimljani pod Cicerom osvojijo Ciper.
- 74 pr. n. št. - rimska vojska pod vodstvom Lucija Licinija Lukula premaga vojsko pontskega kralja Mitridata VI. Evpatra v bitki pri Kiziku. Zadnji bitinijski kralj Nikomed IV. Filopator po smrti zapusti svoje kraljestvo rimskemu senatu. Mitridat vkoraka v Bitinijo in sproži tretjo mitridatsko vojno.
- 73 pr. n. št. - Spartak vodi upor sužnjev proti Rimski republiki. Njegove enote premagajo, Spartaka pa ubijejo rimski legionarji pod poveljstvom Marka Livija Divesa Krasa.
- 72 pr. n. št. - bitka pri Kabiri: Lucij Licinij Lukul premaga Mitridata VI. Evpatra in opustoši Pont.

Pomembne osebnosti